# Apol·lodor de Beòcia
Apol·lodor de Beòcia (grec antic: Ἀπολλόδωρος, llatí: Apollodorus) fou ambaixador de la Lliga Beòcia a Messènia l'any 183 aC.
En aquell moment els messenis, atacats per Licortes, general de la Lliga Aquea, pensaven a signar la pau, i la intervenció d'Apol·lodor i d'un altre ambaixador de Beòcia, de nom Epènet, va decidir els messenis per la signatura de la pau, tal com narra Polibi.